# Stephen Broadbent

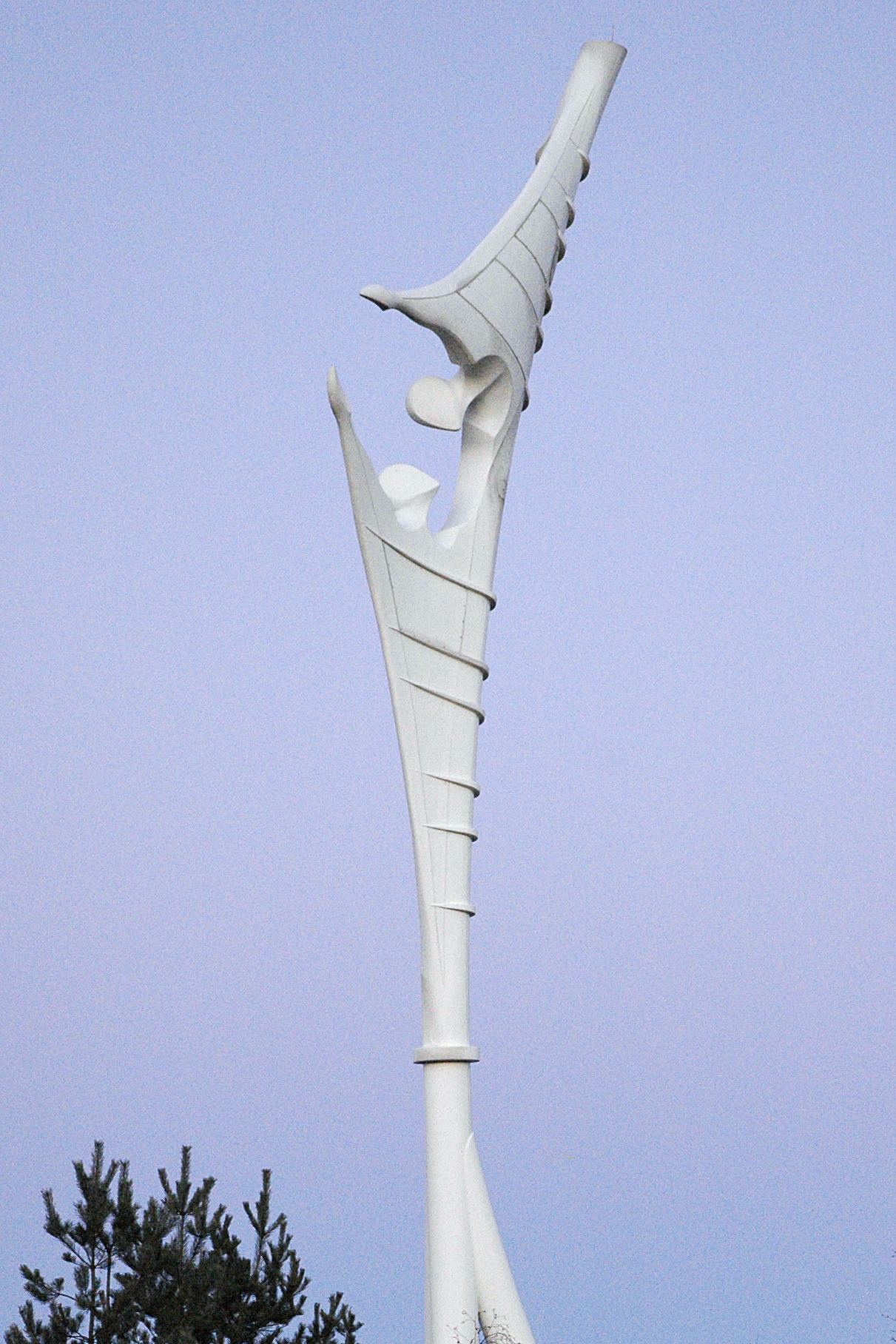
Encounter (2005)

Stephen Broadbent (Wroughton, 1961) is een Engelse beeldhouwer.

## Leven en werk
Stephen Broadbent werd geboren in Wroughton in het graafschap Wiltshire. Hij bezocht in Liverpool de Liverpool Blue Coat School en studeerde aansluitend van 1979 tot 1983 bij de beeldhouwer Arthur Dooley. Broadbent had zijn eerste solo-expositie in 1982 bij de Aberbach Gallery in Londen. Hij werkte aanvankelijk met brons en stelde regelmatig tentoon in galerieën. Vanaf eind tachtiger jaren richtte hij zich op beeldhouwwerk voor de openbare ruimte en hij ging monumentaler werken..
De kunstenaar woont en werkt met zijn designbureau Stephen Broadbent Artworks in Liverpool.

## Werken in de openbare ruimte (selectie)
- Reconciliation (1990), Liverpool, Belfast en Glasgow
- Celebration of Chester (1992), voor de Town Hall in Chester ter gelegenheid van de viering van 900 jaar Chester
- The Water of Life (1994), kloostertuin van de kathedraal van Chester in Chester
- Clair House (1999), Clatterbridge (Merseyside)
- Wind Cowl (1999), ICI bezoekerscentrum in Runcorn
- Coming Together (1999), Capital Bank in Liverpool-Speke
- Pull the Plug, Ring the Change (2002), voor de Town Hall in Hyde in het graafschap Greater Manchester - Declaration of the Chartists of Hyde
- Empowerment (2002), overspant de rivier Witham in Lincoln
- Encounter (2003), M62 in Birchwood
- Connections - Faces of Liverpool (2004), Old Hall Street in Liverpool
- The Port Sails, Migration en The Pioneers (2007), Ellesmere Port

## Fotogalerij

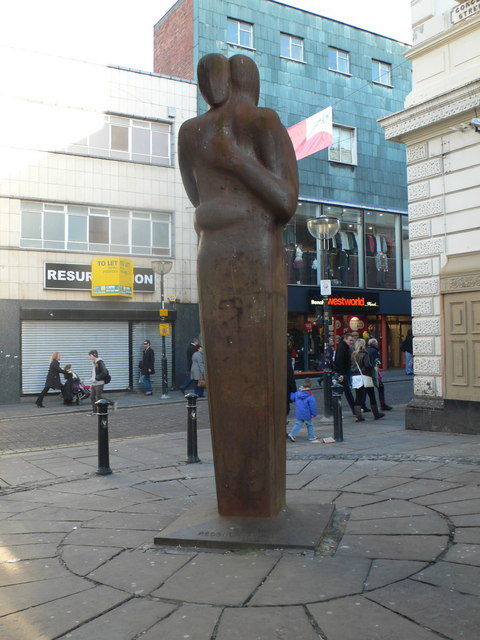
Reconciliation in Liverpool
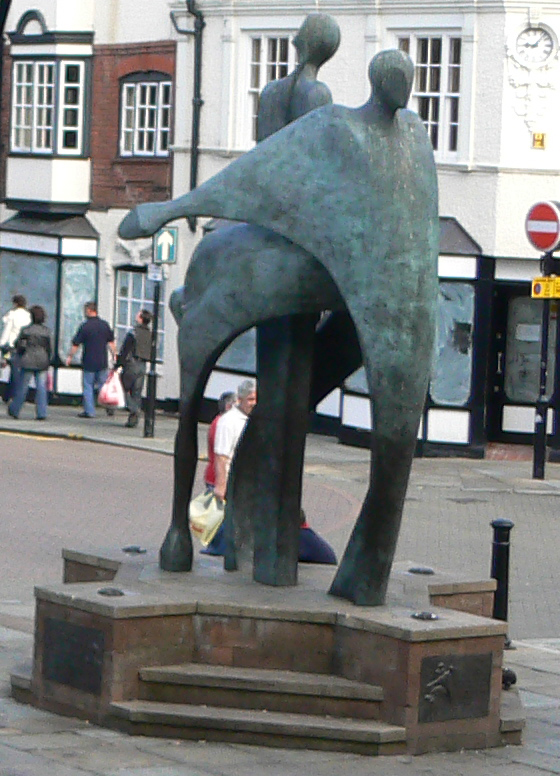
Celebration of Chester
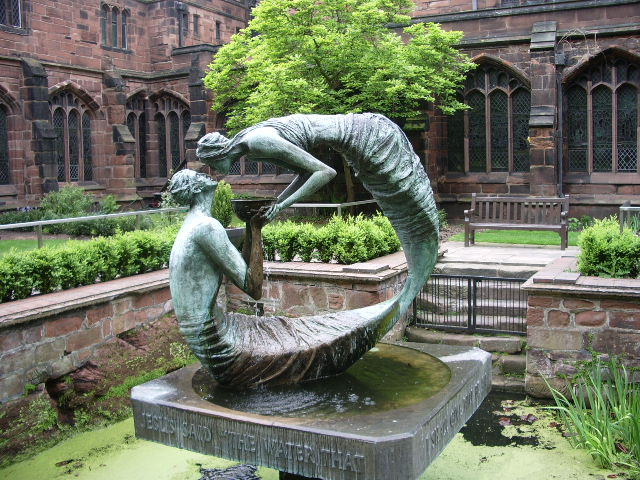
The Water of Life
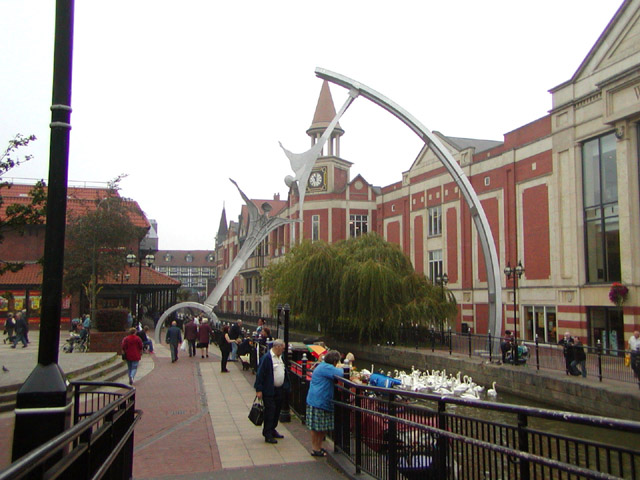
Empowerment
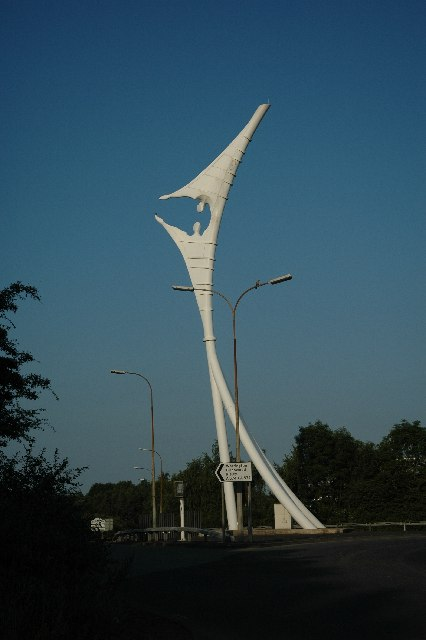
Encounter